# Aporia goutellei
Aporia goutellei is een vlindersoort uit de familie van de Pieridae (witjes), onderfamilie Pierinae.
Aporia goutellei werd in 1886 beschreven door Oberthür.